# Mi mala
Mi mala è un singolo del duo venezuelano Mau y Ricky e della cantante colombiana Karol G. La canzone è stata co-scritta dal duo, Karol G, Matluck, Jon Leone, Camilo Echeverry e il suo produttore, Tainy.

## Video musicale
Il video musicale ufficiale è stato girato dal regista David Bohórquez a Miami, Florida il 18 gennaio 2018. Il 9 febbraio 2018 è stato presentato in anteprima Spotify. Tre giorni dopo, il 12 febbraio, ha fatto la sua prima su Vevo.

## Remix
Il 9 febbraio 2018 è stata pubblicata una versione remix con la cantante statunitense Becky G, la cantante argentina Lali e la cantante dominicana Leslie Grace.

## Formazione
- Mauricio Montaner - voce, testi e musiche, produttore esecutivo
- Ricky Montaner - voce, testi e musiche, produttore esecutivo, chitarra
- Karol G - voce, scrittrice
- Becky G - voce
- Lali Espósito - voce
- Leslie Grace - voce
- Tainy - testi e musiche, produzione
- Earcandy - missaggio

## Classifiche

### Classifiche settimanali
| Classifica (2018) | Posizione massima |
| ----------------- | ----------------- |
| Spagna            | 57                |

### Classifiche annuali
| Classifica (2018) | Posizione |
| ----------------- | --------- |
| Argentina         | 25        |
| Costa Rica        | 53        |
| Ecuador           | 63        |
| Guatemala         | 77        |
| Uruguay           | 17        |